# Синицын, Василий Иванович
Васи́лий Ива́нович Сини́цын (12 декабря 1918 (по другим данным 1920), Мелеуз — 14 октября 1971, Новозыбков) — начальник связи эскадрильи 5-го гвардейского бомбардировочного авиационного полка (11-я гвардейская бомбардировочная авиационная дивизия, 1-й гвардейский бомбардировочный авиационный корпус, 18-я воздушная армия), гвардии старший лейтенант. Герой Советского Союза (1945).

## Биография
Василий Иванович Синицын родился в селе Мелеуз (ныне город Мелеуз).
Русский. Член ВКП(б)/КПСС с 1943 года. Окончил 7 классов школы. Работал слесарем на заводе в Ташкенте.
В Красную Армию призван в 1939 году Мелеузовским райвоенкоматом Башкирской АССР. В 1940 году окончил Балашовскую школу младших авиационных специалистов. На фронтах Великой Отечественной войны с 26 июня 1941 года.
1941 — младший сержант, стрелок радист 81-го авиаполка 50-й авиадивизии дальнего действия.
1942 — старшина, воздушный стрелок радист 5-го гвардейского авиаполка дальнего действия.
1945 — младший лейтенант, начальник связи эскадрильи 5-го гвардейского бомбардировочного авиационного Севастопольского полка.
После войны В. И. Синицын продолжил службу в Вооружённых Силах СССР. В 1953 году окончил Высшую лётно-тактическую школу.
С ноября 1953 года старший лейтенант Синицын В. И. — в запасе. Жил в городе Новозыбков Брянской области. Работал начальником городского отделения связи, в городском военкомате.
Скончался 14 октября 1971 года. Похоронен в Новозыбкове.

## Подвиг
«Начальник связи эскадрильи 5-го гвардейского бомбардировочного авиационного полка (11-я гвардейская бомбардировочная авиационная дивизия, 1-й гвардейский бомбардировочный авиационный корпус, 18-я воздушная армия) гвардии младший лейтенант Василий Синицин к апрелю 1945 года совершил 365 боевых вылетов (из них 332 ночью) на самолётах ДБ-3 и ИЛ-4 в глубокий тыл врага на бомбардировку важных военно-промышленных центров, в воздушных боях лично сбил три самолёта противника».
Экипажем бомбардировщика нанесён ущерб противнику:
- уничтожено самолётов противника — 3;
- уничтожено самолётов на земле — 41;
- уничтожено танков — 48;
- уничтожено автомашин с грузами — 131;
- уничтожено складов с горючим — 10;
- уничтожено складов с боеприпасами — 11;
- разрушено ж/д депо — 3;
- разрушено пакгаузов на станциях — 4;
- зажжено ж/д эшелонов — 8;
- попаданий в ж/д полотно — 31;
- разрушено ангаров на аэродромах — 4;
- разрушено переправ — 3;
- подавлено точек зенитной артиллерии — 20;
- подавлено прожекторов — 20.

Указом Президиума Верховного Совета СССР от 18 августа 1945 года за образцовое выполнение боевых заданий командования и проявленные при этом геройство и мужество гвардии младшему лейтенанту Синицину Василию Ивановичу присвоено звание Героя Советского Союза с вручением ордена Ленина и медали «Золотая Звезда» (№ 8670).

## Награды
Награждён орденом Ленина и медалью «Золотая Звезда» с присвоением звания Героя Советского Союза — Указ Президиума Верховного совета СССР от 18 августа 1945 года, орденом Красного Знамени — приказ авиации дальнего действия от 24 октября 1943 года № 0595/н, орденом Отечественной войны 2-й степени 31 декабря 1942 года, орденом Красной Звезды — постановление военного совета Южного фронта от 5 ноября 1941 года № 019/н, медалями.

## Память
- В городе Новозыбкове на доме, в котором жил В. И. Синицын, установлена мемориальная доска в честь Героя[5].
- 9 декабря 1971 года решением Исполнительного комитета Новозыбковского городского Совета депутатов трудящихся улица Нижняя города Новозыбков была переименована в улицу имени В. И. Синицына[5].
- 17 сентября 1974 года на могиле Василия Ивановича Синицына в Новозыбкове был открыт памятник из белого мрамора[5].
- В 1975 году Бельская улица в городе Мелеуз была переименована в улицу Синицына[6].